# Sancaktepe
Sancaktepe ist eine Stadtgemeinde (Belediye) im gleichnamigen Ilçe (Landkreis) der Provinz Istanbul in der türkischen Marmararegion und gleichzeitig ein Stadtbezirk der 1984 gebildeten Büyükşehir belediyesi İstanbul (Großstadtgemeinde/Metropolprovinz). Sancaktepe liegt auf der asiatischen Seite der Großstadt und ist seit der Gebietsreform ab 2013 flächen- und einwohnermäßig identisch mit dem Landkreis.

## Geografie
Der 2008 gebildete Landkreis grenzt (im Uhrzeigersinn) im Westen an die Kreise/Stadtbezirke Maltepe, Ataşehir sowie Ümraniye, im Norden an Çekmeköy, im Osten an Pendik, im Südosten an Sultanbeyli und im Süden an Kartal.

## Verwaltung
Durch das Gesetz Nr. 5747 erhielten das Zentrum von Istanbul 2008 einen neuen Zuschnitt durch die Bildung von acht neuen Kreisen. Dazu zählte auch der Kreis Sancaktepe der aus folgenden Orten entstand:
- alle 7 Mahalle der Belediye Samandıra aus dem Kreis Kartal
- alle 5 Mahalle der Belediye Sarıgazi aus dem Kreis Ümraniye
- alle 6 Mahalle der Belediye Yenidoğan aus dem Kreis Ümraniye
- der südliche Teil des Mahalle Çamlık der Belediye Çekmeköy (Kreis Çekmeköy)
- der südliche Teil des Dorfes Paşaköy (im Kreis Kartal)
- der nordwestlich vom Ömerli-Stausee gelegene Teil des Dorfes Kurtdoğmuş (im Kreis Pendik)

Aus diesen Ortschaften wurde die neue Stadt Sancaktepe gebildet, die im Jahre 2009 zur Belediye erhoben wurde, also gewissermaßen Stadtrecht erlangte. Sancaktepe ist der einzige Ort im heutigen gleichnamigen Kreis/Stadtbezirk.
Seit der Verwaltungsreform von 2013/2014 ist das Gebiet der Großstadt mit dem der Provinz identisch, in jedem der İlçe (untergeordnete staatliche Verwaltungsbezirke) besteht eine namensgleiche Stadtgemeinde (Belediye), die jeweils dessen gesamtes Gebiet umfasst. Sie ist einem Stadtbezirk gleichgestellt, wird in Mahalle unterteilt und ist der Großstadtgemeinde untergeordnet.

## Bevölkerung

### Entwicklung der Einwohnerzahl
Seit ihrer Gründung hat sich in zwölf Jahren die Einwohnerzahl mehr als verdoppelt. Ende 2020 lag Sancaktepe auf dem 14. Platz der Rangliste der Kreise/Stadtbezirke der Großstadtgemeinde Istanbul. Nachfolgende Zahlen basieren auf der Bevölkerungsfortschreibung am Jahresende:
| 2008    | 2009    | 2010    | 2011    | 2012    | 2013    | 2014    | 2015    | 2016    | 2017    | 2018    | 2019    | 2020    |
| ------- | ------- | ------- | ------- | ------- | ------- | ------- | ------- | ------- | ------- | ------- | ------- | ------- |
| 227.602 | 239.606 | 254.784 | 265.877 | 277.312 | 304.406 | 329.788 | 354.882 | 377.047 | 402.391 | 414.143 | 436.733 | 456.861 |
Nur 2 der 19 Mahalle haben weniger als 10.000 Einwohner, der Durchschnitt liegt bei 24.045. Der bevölkerungsreichste Mahalle heißt Osmangazi und beherbergt 46.679 Menschen.